# Enångers och Forsa tingslags valkrets
Enångers och Forsa tingslags valkrets var vid riksdagsvalen till andra kammaren 1890–1905 en särskild valkrets med ett mandat. Valkretsen avskaffades inför valet 1908, då den uppgick i Norra Hälsinglands domsagas valkrets.

## Riksdagsmän
- Jonas Andersson, gamla lmp 1891–1894, lmp 1895–1896 (1891–1896)
- Per Olsson, vilde 1897–1899, lib s 1900–1906 (1897–1906)
- Johan Johansson, lib s (1907–1908)

## Valresultat

### 1896
| Andrakammarvalet i Sverige 1896: Enångers och Forsa tingslags valkrets | Andrakammarvalet i Sverige 1896: Enångers och Forsa tingslags valkrets | Andrakammarvalet i Sverige 1896: Enångers och Forsa tingslags valkrets | Andrakammarvalet i Sverige 1896: Enångers och Forsa tingslags valkrets | Andrakammarvalet i Sverige 1896: Enångers och Forsa tingslags valkrets |
| Kandidat                                                               | Kandidat                                                               | Röster                                                                 | Röster                                                                 | Röster                                                                 |
| Kandidat                                                               | Kandidat                                                               | Antal                                                                  | %                                                                      | +− %                                                                   |
| ---------------------------------------------------------------------- | ---------------------------------------------------------------------- | ---------------------------------------------------------------------- | ---------------------------------------------------------------------- | ---------------------------------------------------------------------- |
|                                                                        | Per Olsson                                                             | 476                                                                    | 53,2                                                                   |                                                                        |
|                                                                        | Jonas Andersson                                                        | 262                                                                    | 29,3                                                                   |                                                                        |
|                                                                        | Övriga kandidater                                                      | 156                                                                    | 17,5                                                                   | —                                                                      |
| Antal giltiga röster                                                   | Antal giltiga röster                                                   | 894                                                                    |                                                                        |                                                                        |
| Kasserade röster                                                       | Kasserade röster                                                       | 1                                                                      |                                                                        |                                                                        |
| Totalt                                                                 | Totalt                                                                 | 895                                                                    |                                                                        |                                                                        |

Valdeltagandet var 60,1%.

### 1899
| Andrakammarvalet i Sverige 1899: Enångers och Forsa tingslags valkrets | Andrakammarvalet i Sverige 1899: Enångers och Forsa tingslags valkrets | Andrakammarvalet i Sverige 1899: Enångers och Forsa tingslags valkrets | Andrakammarvalet i Sverige 1899: Enångers och Forsa tingslags valkrets | Andrakammarvalet i Sverige 1899: Enångers och Forsa tingslags valkrets |
| Kandidat                                                               | Kandidat                                                               | Röster                                                                 | Röster                                                                 | Röster                                                                 |
| Kandidat                                                               | Kandidat                                                               | Antal                                                                  | %                                                                      | +− %                                                                   |
| ---------------------------------------------------------------------- | ---------------------------------------------------------------------- | ---------------------------------------------------------------------- | ---------------------------------------------------------------------- | ---------------------------------------------------------------------- |
|                                                                        | Per Olsson                                                             | 459                                                                    | 76,4                                                                   | ▲23,2                                                                  |
|                                                                        | landstingsman Enqvist                                                  | 142                                                                    | 23,6                                                                   |                                                                        |
| Antal giltiga röster                                                   | Antal giltiga röster                                                   | 601                                                                    |                                                                        |                                                                        |
| Kasserade röster                                                       | Kasserade röster                                                       | 2                                                                      |                                                                        |                                                                        |
| Totalt                                                                 | Totalt                                                                 | 603                                                                    |                                                                        |                                                                        |

Valet ägde rum den 3 september 1899. Valdeltagandet var 39,0%.

### 1902
| Andrakammarvalet i Sverige 1902: Enångers och Forsa tingslags valkrets | Andrakammarvalet i Sverige 1902: Enångers och Forsa tingslags valkrets | Andrakammarvalet i Sverige 1902: Enångers och Forsa tingslags valkrets | Andrakammarvalet i Sverige 1902: Enångers och Forsa tingslags valkrets | Andrakammarvalet i Sverige 1902: Enångers och Forsa tingslags valkrets |
| Kandidat                                                               | Kandidat                                                               | Röster                                                                 | Röster                                                                 | Röster                                                                 |
| Kandidat                                                               | Kandidat                                                               | Antal                                                                  | %                                                                      | +− %                                                                   |
| ---------------------------------------------------------------------- | ---------------------------------------------------------------------- | ---------------------------------------------------------------------- | ---------------------------------------------------------------------- | ---------------------------------------------------------------------- |
|                                                                        | Per Olsson                                                             | 381                                                                    | 79,1                                                                   | ▲2,7                                                                   |
|                                                                        | Närmaste kandidat                                                      | 97                                                                     | 20,1                                                                   |                                                                        |
|                                                                        | Övriga kandidater                                                      | 4                                                                      | 0,8                                                                    | —                                                                      |
| Antal giltiga röster                                                   | Antal giltiga röster                                                   | 482                                                                    |                                                                        |                                                                        |
| Kasserade röster                                                       | Kasserade röster                                                       | 3                                                                      |                                                                        |                                                                        |
| Totalt                                                                 | Totalt                                                                 | 485                                                                    |                                                                        |                                                                        |

Valet ägde rum den 7 september 1902. Valdeltagandet var 28,8%.

### 1905
| Andrakammarvalet i Sverige 1905: Enångers och Forsa tingslags valkrets | Andrakammarvalet i Sverige 1905: Enångers och Forsa tingslags valkrets | Andrakammarvalet i Sverige 1905: Enångers och Forsa tingslags valkrets | Andrakammarvalet i Sverige 1905: Enångers och Forsa tingslags valkrets | Andrakammarvalet i Sverige 1905: Enångers och Forsa tingslags valkrets |
| Kandidat                                                               | Kandidat                                                               | Röster                                                                 | Röster                                                                 | Röster                                                                 |
| Kandidat                                                               | Kandidat                                                               | Antal                                                                  | %                                                                      | +− %                                                                   |
| ---------------------------------------------------------------------- | ---------------------------------------------------------------------- | ---------------------------------------------------------------------- | ---------------------------------------------------------------------- | ---------------------------------------------------------------------- |
|                                                                        | Per Olsson                                                             | 334                                                                    | 97,9                                                                   | ▲18,8                                                                  |
|                                                                        | Närmaste kandidat                                                      | 5                                                                      | 1,5                                                                    |                                                                        |
|                                                                        | Övriga kandidater                                                      | 2                                                                      | 0,6                                                                    | —                                                                      |
| Antal giltiga röster                                                   | Antal giltiga röster                                                   | 341                                                                    |                                                                        |                                                                        |
| Kasserade röster                                                       | Kasserade röster                                                       | 3                                                                      |                                                                        |                                                                        |
| Totalt                                                                 | Totalt                                                                 | 344                                                                    |                                                                        |                                                                        |

Valet ägde rum den 3 september 1905. Valdeltagandet var 19,9%.